# Imparfinis guttatus
Imparfinis guttatus är en fiskart som först beskrevs av Pearson 1924.  Imparfinis guttatus ingår i släktet Imparfinis och familjen Heptapteridae. Inga underarter finns listade i Catalogue of Life.